# کیتی سوان
کیتی سوان (به انگلیسی: Katie Swan) (متولد ۲۴ مارس ۱۹۹۹ در بریستول) یک بازیکن تنیس بریتانیایی است.

## زندگی شخصی
سوان فرزند نیکی و ریچارد در متولد بریستول است. وقتی هفت ساله بود در تعطیلات در پرتغال بود، او دروس تنیس را گذراند. معلم او یک بار در پرتغال بازی کرده بود و به پدر و مادرش گفته بود که او استعداد واقعی نشان می‌دهد و می‌تواند نماینده کشورش در آینده باشد. در بازگشت خانواده به Abbots Leigh، بریستول، سوان به‌طور منظم با راب هاوکینز، مدیر برنامه‌های دوره اول و سرمربی در باشگاه دیوید لوید، کلاس‌های تنیس را گذراند. هاوکینز مربیگری سوان را تا ۱۱ سالگی به عهده گرفت و شاهد پیشرفت او به عنوان یک بازیکن آینده دار در مسابقات بین‌المللی بود.
سوان در مدرسه مقدماتی بریستول و یک بازیکن هاکی مشتاق، به عنوان نماینده آون و مدرسه اش هنگامی که به فینال‌های ملی زیر ۱۳ سال راه یافت، دختر بود. وی مدت کوتاهی در مدرسه مستقل گرامر بریستول تحصیل کرد تا اینکه خانواده به دلیل شغل پدرش در صنعت نفت در سال ۲۰۱۳ به ویچیتا، کانزاس، ایالات متحده مهاجرت کردند.

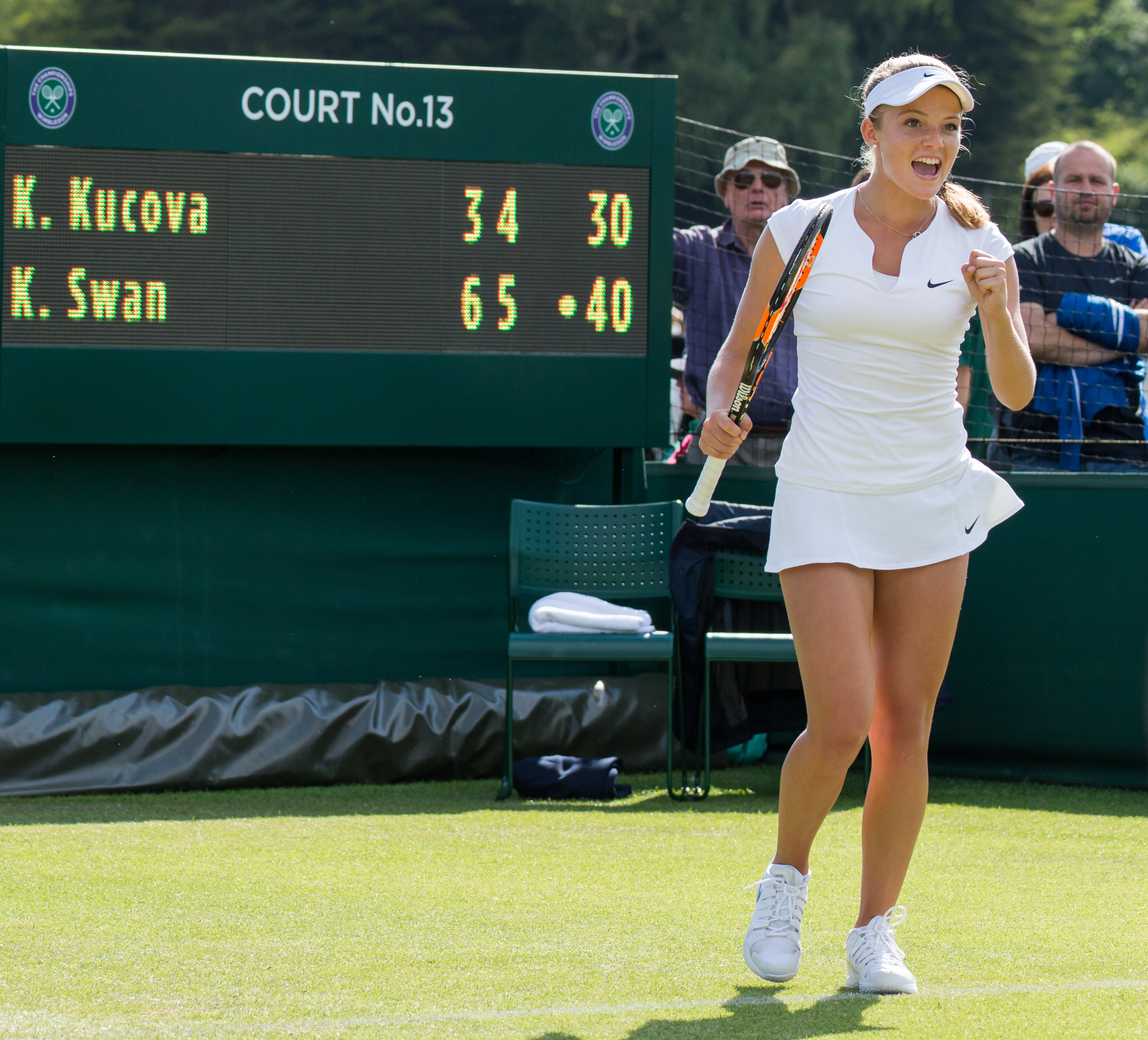
سوان جشن پیروزی خود مقابل کریستینا کوزووا

از سال ۲۰۱۳، سوان در ویچیتا مستقر است.